# Сухумский маяк
Сухумский маяк — маяк, расположенный в столице Абхазии — городе Сухуме.

## История и описание маяка
Был изготовлен во Франции из стали фирмой Эрнеста Гуэна Ernest Goüin et compagnie.
В 1861 году привезён и установлен в Сухуме. Маяк установлен на винтовых сваях. Постройка маяка заняла 150 рабочих дней.
Маяк работал бесперебойно до 2000 года, когда был прекращён отпуск средств на его содержание.
В настоящее время вновь обеспечено круглосуточное функционирование.

## Описание
Высота маяка 37 м. Горизонт освещения 24 км. Внутри башни находится чугунная витая лестница, насчитывающая 137 ступеней. С маяка открывается вид на города Новый Афон и Сухум.
Маяк расположен на песчаном мысе, намытом рекой Гумистой. Также он дал название целому жилому району, расположенному вокруг него.

## Изображения

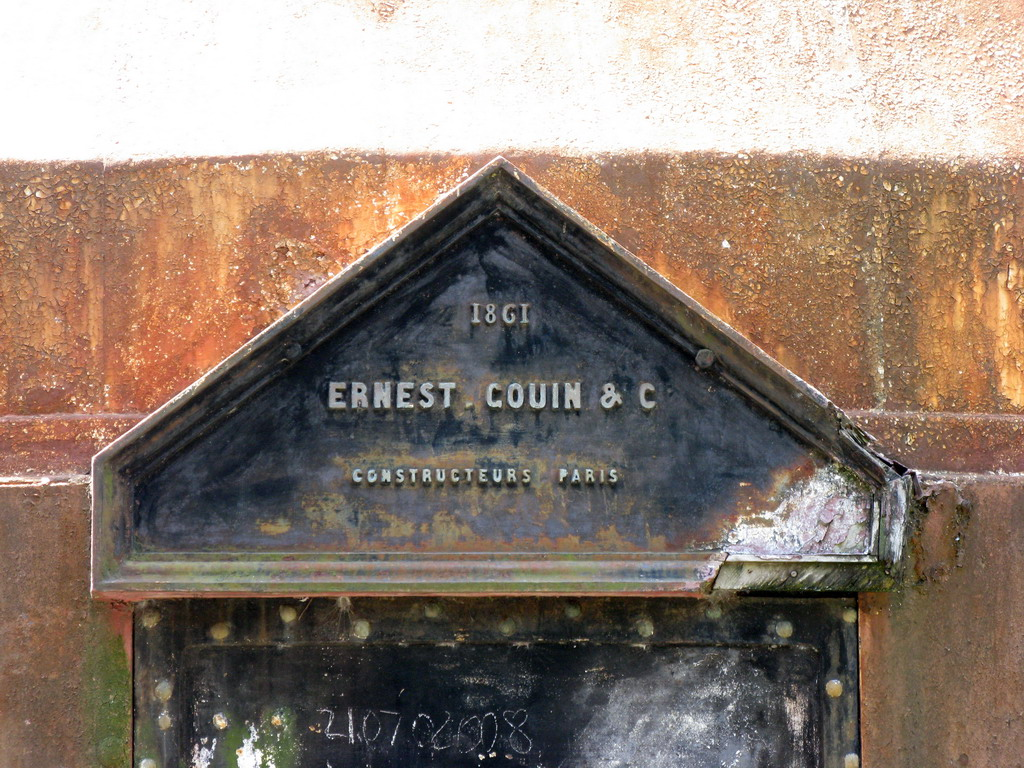
Данные изготовителя над входом в маяк.
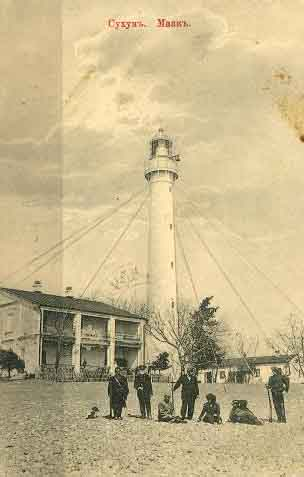
Маяк на дореволюционной открытке.
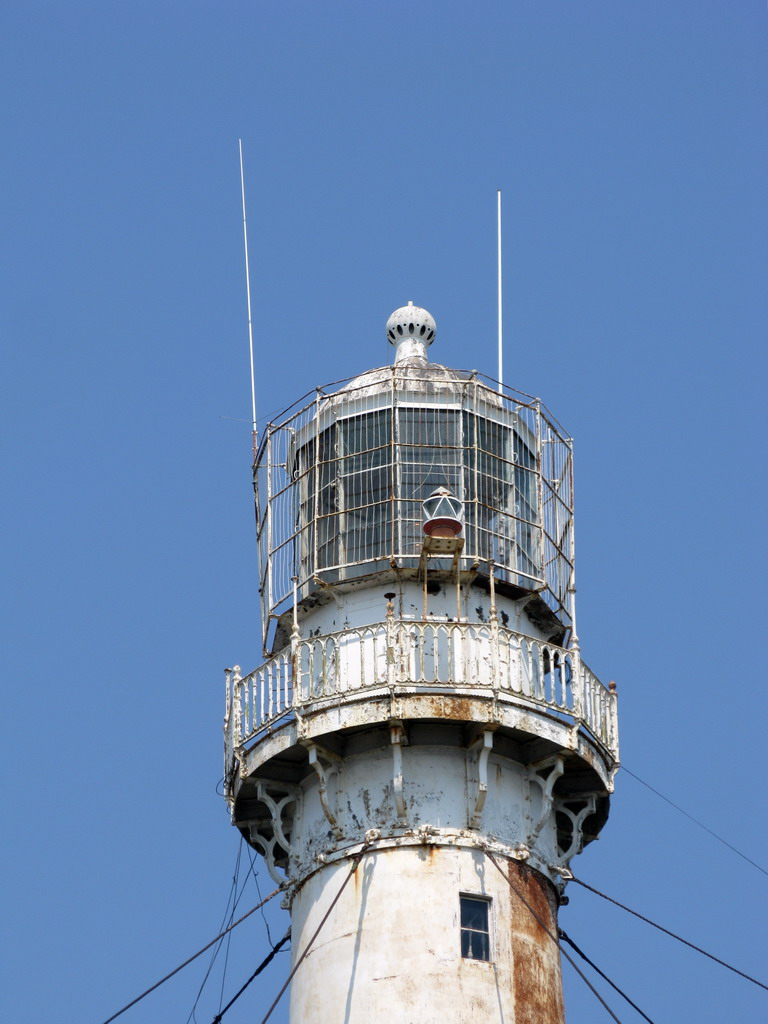
Фонарь маяка крупным планом.